# Nationaal park Tazekka
Het Nationaal park Tazekka is een nationaal park in Marokko, in de Midden-Atlas, vlakbij de plaatsen Taza en Oued Amlil.

## Geschiedenis
Het park werd in 1950 gecreëerd met een initiële oppervlakte van 6,8 km² om de natuur rond Jbel Tazekka (hoogte 1.980 m), voornamelijk het bos van atlasceders, dat geïsoleerd op deze top in het Midden-Atlasgebergte ligt.
In 1989 werd het park uitgebreid tot 120 km² aan ecologisch belangrijke gebieden, inclusief bossen van kurkeiken en steeneiken, maar ook kloven, grotten, watervallen en landelijke landschappen.

## Klimaat
Atmosferisch vocht condenseert wanneer het orografisch over de berg wordt gestuwd. Als gevolg hiervan vertoont de berg vaak een kapwolk en valt er jaarlijks ongeveer 180 cm neerslag, vooral in de vorm van sneeuw.

## Flora en fauna
De zoogdieren in het park zijn onder andere Noord-Afrikaanse wild zwijnen, gewone stekelvarkens, otters, genetkatten, hazen, Afrikaanse wolven en rode vossen. Berberluipaarden, gestreepte hyena's en caracals kwamen ooit voor in het gebied, maar zijn nu (lokaal) uitgestorven. Het atlashert was hier ook uitgestorven, maar is geherintroduceerd.
Het park is aangewezen als Important Bird Area door BirdLife International vanwege het belang voor significante populaties van Barbarijse patrijzen, Levaillants spechtten, westelijke baardgrasmussen, kleine zwartkoppen, zwarte spreeuwen, diadeemroodstaarten, westelijke blonde tapuiten en zwarte tapuiten.
In het park leven ook drie endemische reptielensoorten: Psammodromus microdactylus, Hyalosaurus koellikeri en Blanus tingitanus, evenals de Marokkaanse endemische plant Teucrium oxylepis. De vegetatie is verder meer karakteristiek voor het Rifgebergte dan voor de Midden-Atlas met soorten als Quercus lusitanica, Cerastium avium, Adenocarpus decorticans, Viola mumbyens, Potentilla miorantha, Cistus laurifolius, Stipa gigantea and Pteris sp. Lager op de bergen zijn er bossen van kurkeik en Quercus rotundifolia.